# Opisthodicrus cochlearistylus
Opisthodicrus cochlearistylus är en insektsart som beskrevs av Karsch 1891. Opisthodicrus cochlearistylus ingår i släktet Opisthodicrus och familjen vårtbitare. Inga underarter finns listade i Catalogue of Life.